# República Checa nos Jogos Olímpicos de Verão de 2000
A República Checa participou dos Jogos Olímpicos de Verão de 2000 em Sydney, Austrália.